# 籠の中のグラス (ストッスコップフ)
『籠の中のグラス』（かごのなかのグラス、仏: Corbeille de verres、英: Glasses in a Basket）は、アルザスのバロック期の画家セバスティアン・ストッスコップフが1644年にキャンバス上に油彩で描いた静物画である。ストラスブールの大聖堂美術館に展示されている。美術館の目録番号はMBA 1281 (「MBA」は「Musée des Beaux-Arts」を示す) である。
本作は、ストッスコップフの画業の中で新しい段階を示す代表的なものである。パリで何年も過ごした後、故郷の町ストラスブールに戻ってから制作された1641年の傑作『大ヴァニタス』 (ストラスブール大聖堂美術館) の後の作品である。
当時、ストッスコップフはグラスの透明さと脆さ、光の反映、グラスそれぞれの厚みの対比などを絵画的に描写することに専念していた。これらの絵画は非常に高く評価され、収集家たちに熱心に求められた。リシュリュー枢機卿自身も1点を所有していたが、それが本作にあたるかは不明である。
ゲオルク・フレーゲルらドイツの静物画家の影響はストッスコップフの絵画に見られるものの、それは様式的なものというより、主題の類似性に拠っている。グラス器を描く静物画はフレーゲルによって開拓されたが、ストッスコップフはグラスの透明さの描写に専念することで、このジャンルの絵画を完成させた。本作はモノクロームの色調で豪華なグラス器を描いているが、ほかの作品 (下の例) では、普通の飲料用のグラスも描かれている。壊れたグラスは生命の儚さに言及しているもので、「メメント・モリ」(「死を思え」という警句) としての役割を持っている。

## ギャラリー

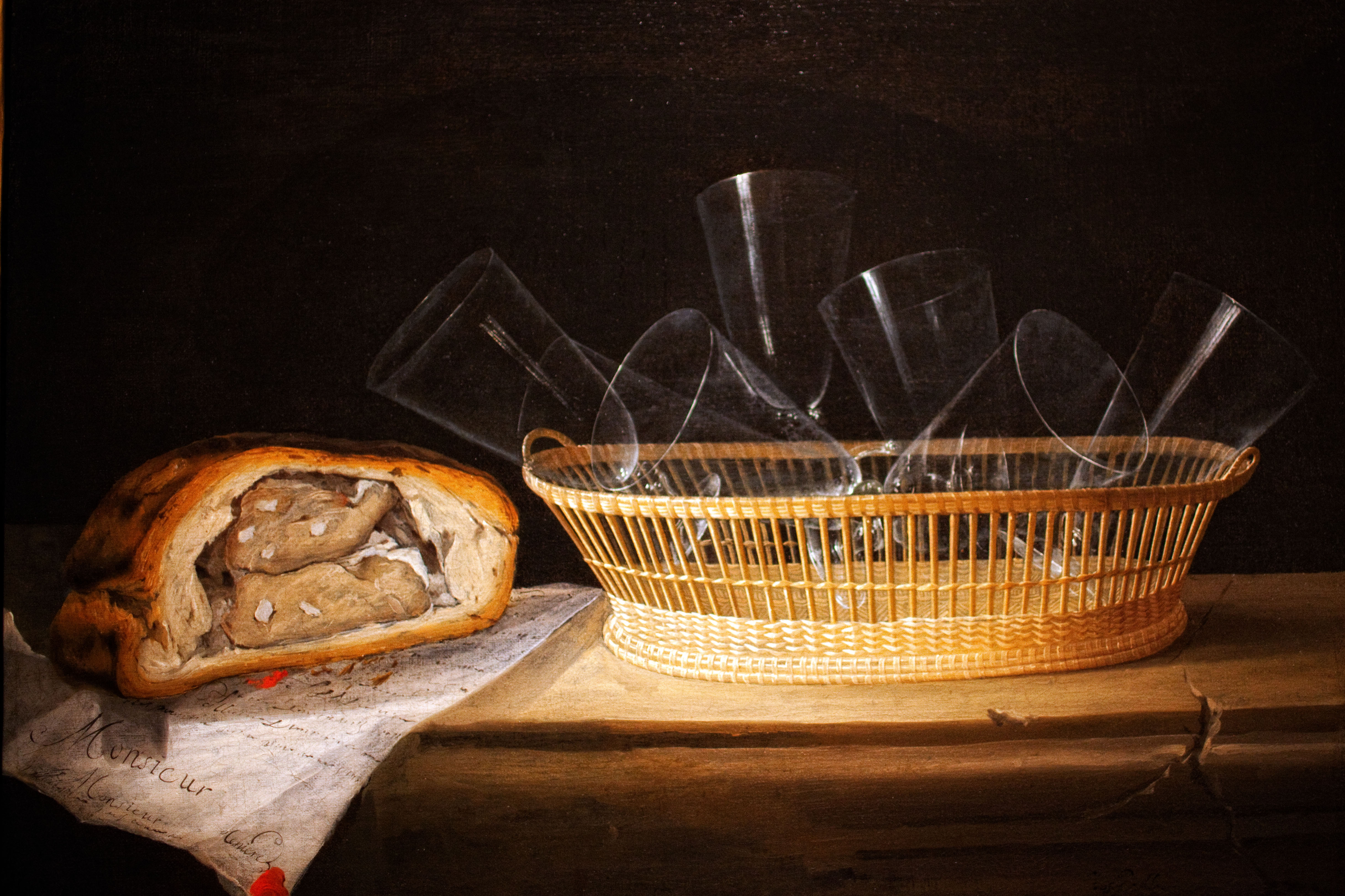
『手紙上にあるパテ横の籠の中のグラス』 (ストラスブール大聖堂美術館)
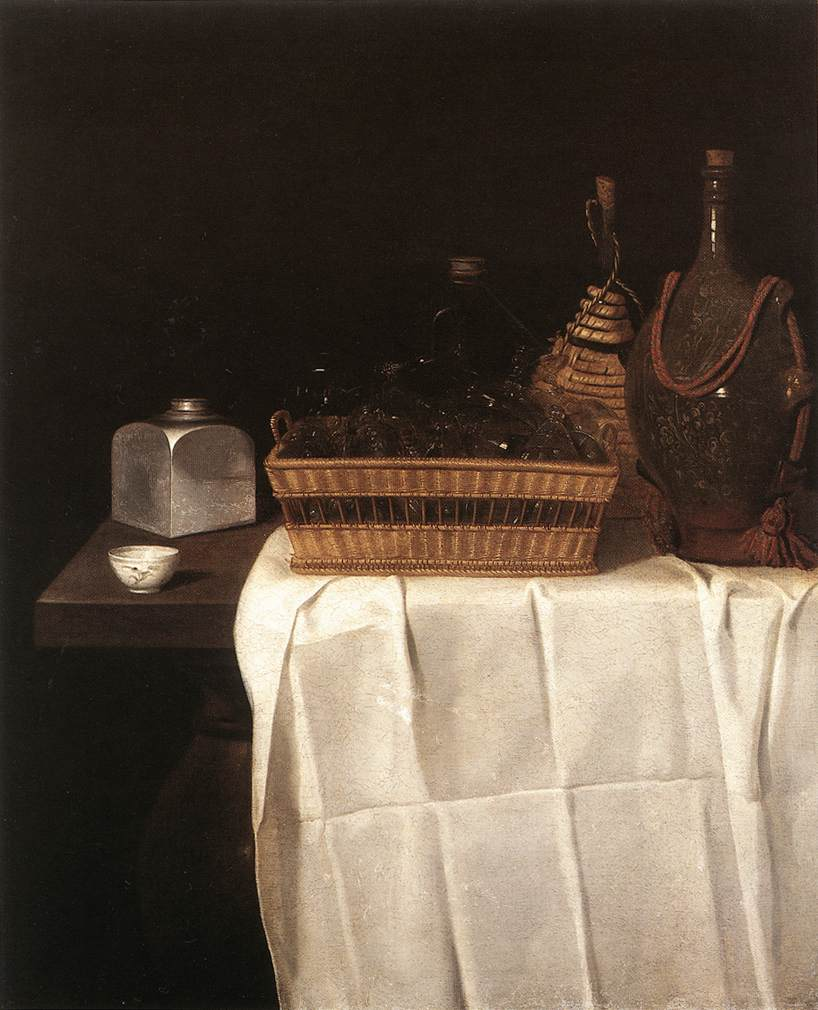
『グラスと瓶のある静物』(ベルリン絵画館)
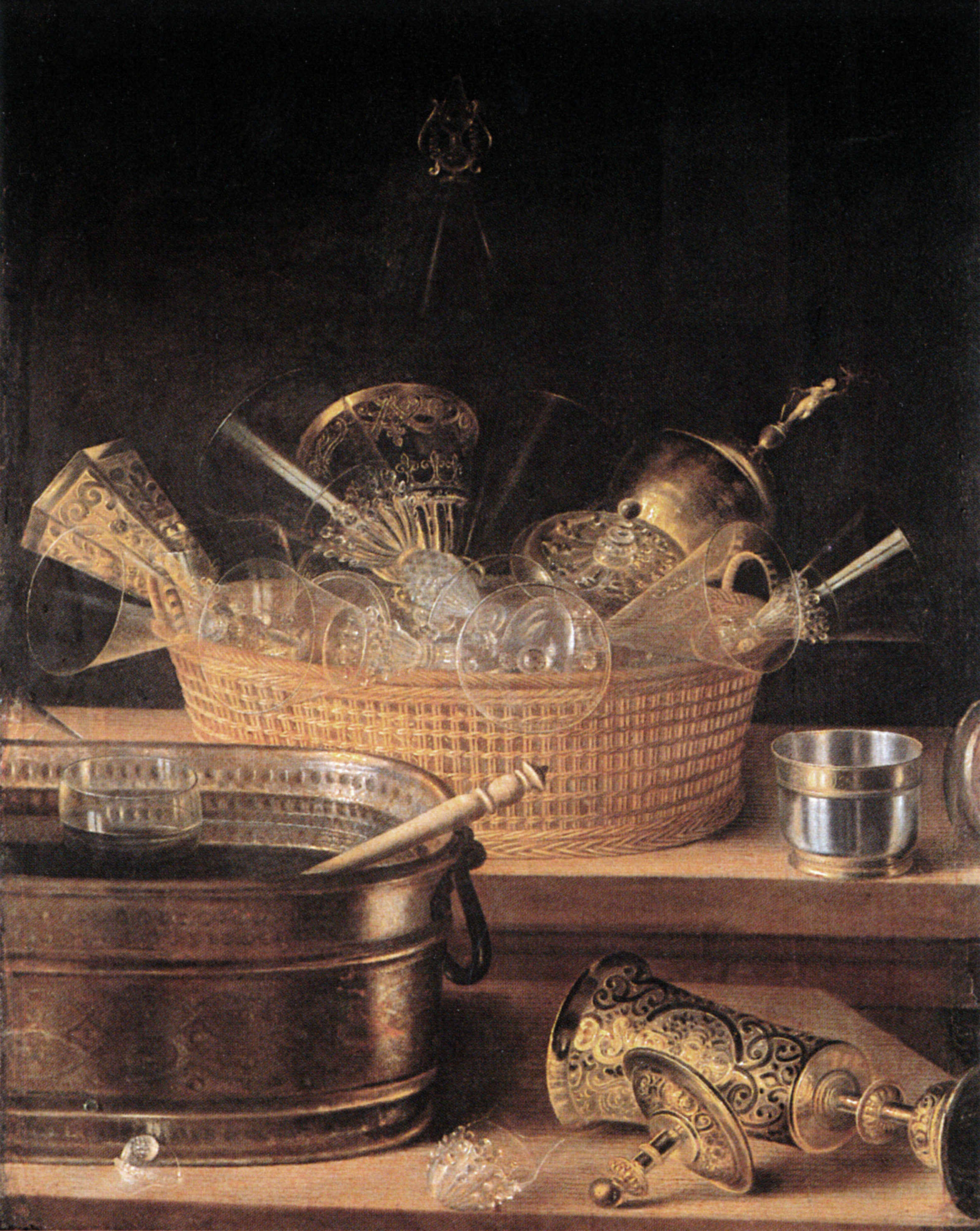
『金属の容器と籠の中のグラス器』 (カールスルーエ州立美術館)